# Anthostomella nannorrhopis
Anthostomella nannorrhopis är en svampart som först beskrevs av S. Ahmad, och fick sitt nu gällande namn av K.D. Hyde 1996. Anthostomella nannorrhopis ingår i släktet Anthostomella och familjen kolkärnsvampar.   Inga underarter finns listade i Catalogue of Life.